# Ron Holloway
Ronald Edward Holloway (nacido el 24 de agosto de 1953) es un saxofonista tenor estadounidense. 
Aparece en la Enciclopedia biográfica del jazz, donde el veterano crítico de jazz Ira Gitler describió a Holloway como un "bopper duro y duro que puede tocar R&B auténtico y cantar una balada con un sentimiento cálido y azul". 
Ha recibido 42 premios Washington Area Music Awards, o Wammies, dos de los cuales recibió como músico del año. 
Ha sido miembro de Warren Haynes Band,   Susan Tedeschi,   Dizzy Gillespie,   Gil Scott-Heron  y Root Boy Slim.  Desde 2014, Ron Holloway lidera su propia banda; La banda de Ron Holloway.

## Biografía

### Primeros años e influencias
Nació de Winston y Marjorie Holloway, ávidos fanáticos del jazz que se conocieron mientras asistían a la Universidad Howard en Washington D. C. Holloway recuerda que su padre amplió su colección de álbumes de jazz Prestige y Blue Note. Los padres de Holloway, aunque no eran músicos, brindaron un ambiente musical enriquecedor para su hijo.  El padre de Holloway prefería los álbumes con saxofón y trompeta y disfrutaba especialmente de los grandes solistas de trompa.  Willis Gator Jackson, influenciado por el R&B, fue más fácil de entender al principio, pero pronto identificó los sonidos de Sonny Rollins,  John Coltrane y Miles Davis como sus principales influencias.
Después de graduarse de la escuela secundaria, practicó de 8 a 12 horas al día y participó con todo tipo de bandas en sesiones improvisadas, lo que aumentó su versatilidad. Se familiarizó con muchos géneros. En la misma semana actuaba a menudo con grupos de jazz, R&B, funk, rock, jazz fusión, blues, country y folk.  
Mientras la escena musical de Washington D. C. continuaba prosperando en la década de 1970, se unió a los populares grupos de R&B Sounds of Shea y Mad Dog and the Lowlifers. 
En 1974, fue a ver a Freddie Hubbard en concierto y trajo una cinta de audio que había grabado mientras ensayaba una de las grabaciones de Hubbard. Durante el intermedio se presentó y le puso la cinta a Hubbard. Después de escuchar la cinta, Hubbard invitó a Holloway a regresar y tocar con él ese domingo por la noche. Así lo hizo y al final de la actuación, Hubbard extendió una invitación abierta para sentarse con él cada vez que Hubbard estuviera en la ciudad. 
El año siguiente, Sonny Rollins dirigió una clínica en la Universidad de Howard. Respaldado por una sección rítmica compuesta por músicos locales, Rollins invitó a los jóvenes trompetistas al escenario. Holloway se unió a él en "Playin' in the Yard" de Rollins. Después de su solo, Holloway recibió una gran ovación del público. Rollins y Holloway permanecieron en contacto después y se hicieron buenos amigos.  La amistad y el respeto entre los dos corrían en ambos sentidos. Rollins ha sido igualmente generoso en sus elogios hacia Holloway a lo largo de los años y lo ha mencionado en varias entrevistas como uno de sus jóvenes tenores favoritos.  
Holloway admiraba el "...sentido de construcción orgánica, sincronización ambidiestra, citas humorísticas, arrogancia suprema, personalidad contagiosa, elección individual de notas, desplazamiento de notas, agudo sentido del drama, puntuaciones entrecortadas seguidas de ejecuciones virtuosas, preocupación por una sola nota"., una textura tonal muy personal, uso único de notas difuminadas y más". 
En el verano de 1977 se abrió un nuevo club y entre los artistas se encontraban Rollins, Hubbard y Dizzy Gillespie. Holloway se acercó al camerino de Gillespie y, como había hecho con Rollins, trajo una cinta, esta vez de su actuación con Rollins. Después de que Gillespie escuchó la cinta, le preguntó a Holloway si había traído su trompeta, a lo que Holloway confesó que no porque le preocupaba parecer presuntuoso. Holloway se encontró actuando con Gillespie toda la semana. Posteriormente, recibió una invitación permanente para sentarse con la banda.   
En 1979, Holloway se sentó con Dizzy Gillespie en el Ronnie Scott's Jazz Club de Londres, Inglaterra. Holloway continuó trabajando con Gillespie hasta bien entrada la década de 1980. El 6 de junio de 1987 actuó con un gran grupo de músicos en honor a Gillespie en el Parque Nacional Wolf Trap para las Artes Escénicas. 

### Root Boy Slim y la Sex Change Band
En 1979 Root Boy, Holloway y el resto de Sex Change Band participaron en una película titulada Mr. Mike's Mondo Video que fue escrita por Michael O'Donoghue de Saturday Night Live . Mondo Video no se transmitió porque NBC lo consideró "enfermizo", mientras que Spin más tarde se refirió a él como "un piloto de televisión demasiado peligroso para transmitirlo". 
A principios de la década de 1980, Root Boy y Holloway hicieron cameos en una película realizada por el grupo de comedia del área de DC conocido como The Langley Punks, para su grupo Travesty Films. Holloway grabó cuatro álbumes con Root Boy y al menos tres de 45: "Too Much Jawbone" con "Xmas at K-Mart" en el otro lado, "The Meltdown" respaldado con "Graveyard of Losers" y "Dare to Be Fat" en Registros del IRS . Holloway fue miembro de varias configuraciones de Root Boy de 1977 a 1987. 
El mandato de Holloway con Root Boy Slim se superpuso con el de otros dos grupos. El primero fue una banda de funk local llamada Osiris. Holloway conoció a Osiris Marsh en 1979 y descubrió que sus influencias incluían bandas con gustos eclécticos que iban desde Parliament-Funkadelic, Earth, Wind, and Fire y Sly and the Family Stone. Además, Osiris se interesó por la cultura del antiguo Egipto y la música de raíces afroamericanas. Los miembros de Osiris eran Osiris Marsh en la voz principal, Tony Jones y Tyrone "Ty" Brunson en los bajos, Maceo Bond en los teclados, Brent Mingle en la guitarra, Jimmy "Sha-Sha" Stapleton en la percusión y Holloway en los saxofones tenor y soprano.
Marsh, quien escribió o coescribió la mayoría de las canciones de la banda con Bond y Brunson, produjo un álbum de estudio independiente en el propio sello de la banda, Tomdog, titulado Since Before Our Time en 1978. En 1979, Warner Bros. Records lo adquirió, lo remezcló y lo volvió a empaquetar. Otro álbum, O-Zone en Marlin Records, recibió críticas similares y enfrentó la misma incapacidad general para superar la fiebre de la pista de baile que atrajo a muchos oyentes de funk y soul hacia la música disco cuando la década de 1970 llegó a su fin. Holloway tocó con Osiris de 1979 a 1981. 

### Gil Scott-Heron
En noviembre de 1981, visitó un club emblemático de DC; Blues Alley, donde le habían dicho que actuaría el baterista de jazz Norman Connors. Trajo su cuerno y al llegar vio a Connors y se presentó. Con una invitación de Connors, participó en el siguiente set, obteniendo una buena respuesta del público. Posteriormente, el cantante y artista de palabra hablada Gil Scott-Heron se acercó a Holloway, quien lo felicitó y le ofreció unirse a su grupo, el "Amnesia Express".  En febrero de 1982, Holloway tocó su primer concierto con Scott-Heron en The Bottom Line en la ciudad de Nueva York con su colega saxofonista y cofundador de Amnesia Express, Carl Cornwell.  La prensa también agradeció sus aportaciones, comentando su actuación en varias reseñas.   Sucedió que, a principios de 1982, Holloway estaba a bordo cuando el cineasta Robert Mugge documentó el concierto de Scott-Heron en el club nocturno Wax Museum en Washington D. C.. La película se llama Black Wax. Holloway descubrió que su forma de tocar evolucionó mientras estaba en la banda y comentó: "Reuní tantas cosas en mi trompeta mientras tocaba con Gil. Fue realmente un período valioso de autodescubrimiento". Holloway fue miembro del grupo de Scott-Heron desde febrero de 1982 hasta junio de 1989. 

### Dizzy Gillespie
Aunque fue miembro del grupo de Scott-Heron durante este período, Holloway continuó apareciendo con Gillespie siempre que actuaba en DC  En junio de 1989 estaba sentado con Dizzy en Blues Alley .  Durante el intermedio, Gillespie envió a su mánager a buscar a Holloway. Gillespie sorprendió a Holloway con la afirmación de que necesitaba un saxofonista. Holloway aceptó y se encontró de gira por el mundo con Gillespie, actuando para audiencias que variaban desde la capacidad de clubes  hasta populares programas de televisión estadounidenses que incluían los espectáculos de Johnny Carson y Arsenio Hall .   Durante su estancia con Gillespie, Holloway grabó dos álbumes con el trompetista; Las sesiones sinfónicas en Pro Arte    y Dizzy Gillespie – ¡En vivo! en Blues Alley en el sello Blues Alley. También tocó en los principales festivales de música y jazz     teatros y salas de conciertos  de todo el mundo con Gillespie.  Holloway fue miembro del quinteto de Gillespie desde junio de 1989 hasta su muerte el 6 de enero de 1993.  

### Grabación en solitario
En el otoño de 1993, Holloway grabó un álbum y envió la demostración a su mentor, Sonny Rollins. Rollins luego envió la grabación a Fantasy Records y Holloway firmó con Milestone Records, uno de los sellos subsidiarios de Fantasy, dentro de una semana.  Hasta la fecha, Holloway ha lanzado cuatro álbumes en el sello Milestone Records de Fantasy  y otro en el sello Jazzmont.  

### The Ron Holloway Band (RHB)
En 2015, formó The Ron Holloway Band, una banda de jam funk centrada en las voces femeninas de Holloway y su forma de tocar el saxo. La banda debutó en el Mad Tea Party de 2014  en Hedgesville, WV, y poco después actuó en The Peach Music Festival en Scranton, PA. A RHB se unieron los invitados especiales sorpresa Warren Haynes y Derek Trucks en Peach, la primera de muchas sentadas en conciertos de miembros de The Allman Brothers Band, Gov't Mule y Tedeschi Trucks Band .
Los miembros de The Ron Holloway Band incluyen a Jenny Langer (voz), Rodney Dunton (batería), Christopher Brown (bajo), Rachel Ann Morgan (voz), Justin Gillen (guitarra), Cory Belcher, Cody Wright, Wes Lanich (teclados)., Rod Gross (batería), Amanda Lynne (voz), Barry Sherrard (batería), Noah Pierre (bajo), Joe Poppen (guitarra) y Barry Hart (batería).

## 2000 a 2019

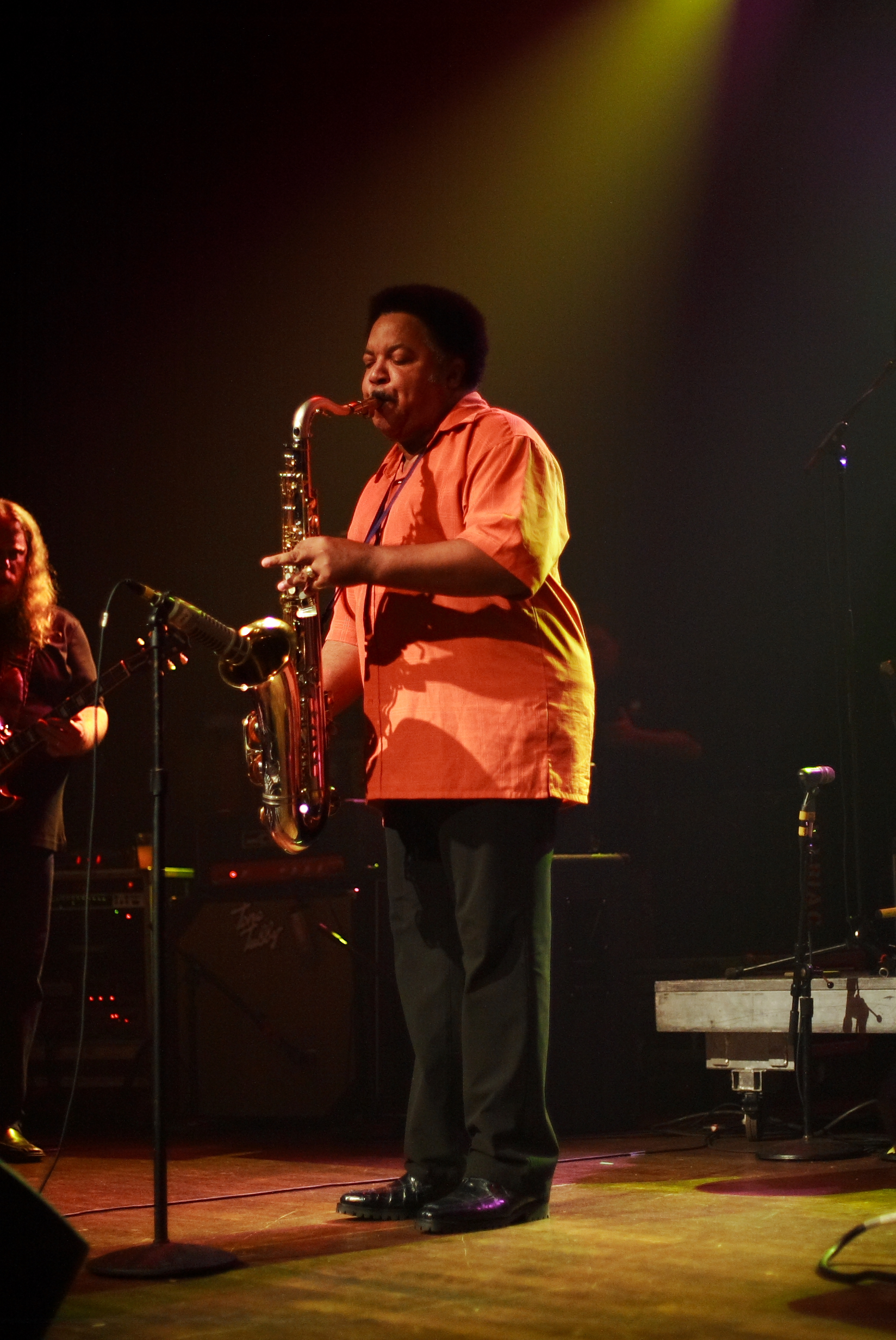
Holloway tocando con Gov't Mule, en The Grand en Wilmington, DE, 2008

Conoció a Derek Trucks en 2002 a bordo del autobús turístico de Trucks justo afuera de la entrada de Rams Head Onstage, en Annapolis, Maryland. Trucks lo sorprendió por su vasto conocimiento de diversos géneros musicales. Desde entonces, Holloway ha actuado con Trucks muchas veces como invitado de The Derek Trucks Band y The Allman Brothers Band, ha realizado giras tanto con Susan Tedeschi Band (de la que Holloway era miembro) como con la banda codirigida por Trucks y Tedeschi durante un par. de veranos, "Soul Stew Revival".  
El 30 de septiembre de 2004, estaba previsto que Little Feat abriera para la Allman Brothers Band en el Nissan Pavilion de Bristow, Virginia. Holloway acompañaría a Little Feat. Aparte de Little Feat, Holloway se encontró en compañía de los dos guitarristas destacados de The Allman Brothers Band. Esta era la primera vez que escuchaba a la banda con su formación actual. Warren Haynes invitó a Holloway a sentarse con la banda y al final del concierto, interpretó una de las melodías clásicas que la banda hizo famosa; "Hacia el sur".  Haynes invitó a Holloway a aparecer con Gov't Mule después en el 9:30 Club en Washington D. C., y actuaron dos noches consecutivas el 27 y 28 de octubre de 2004 ante un lleno total, grabando ambas noches. Al año siguiente, en el verano de 2005, el guitarrista Jack Pearson y Holloway realizaron una gira con The Allman Brothers Band, reemplazando a un enfermo Warren Haynes.   Fue el comienzo de muchas actuaciones en las que Holloway apareció con The Allman Brothers Band y Gov't Mule, tocando en el Beacon Theatre de la ciudad de Nueva York, el Nissan Pavilion en Bristow, Virginia, el Wanee Festival en Live Oak, Florida,  Merriweather Post Pavilion en Columbia, Maryland,  Warner Theatre (Washington D. C.)  y The Warren Haynes Christmas Jam,    que Haynes presenta anualmente, en Asheville, Carolina del Norte .
En enero de 2010, Gov't Mule organizó su primer "Éxodo de la isla Gov't Mule" en el mismo resort en Negril, Jamaica, que Holloway había visitado con Little Feat. En el transcurso de las cuatro noches, Gov't Mule realizó tres conciertos nocturnos, Grace Potter and the Nocturnals realizó tres espectáculos y Warren Haynes tocó un set en solitario. Como invitados estuvieron DJ Logic (tocadiscos), "Mean" Willie Green (batería) y Holloway (saxo tenor). 

### Susan Tedeschi

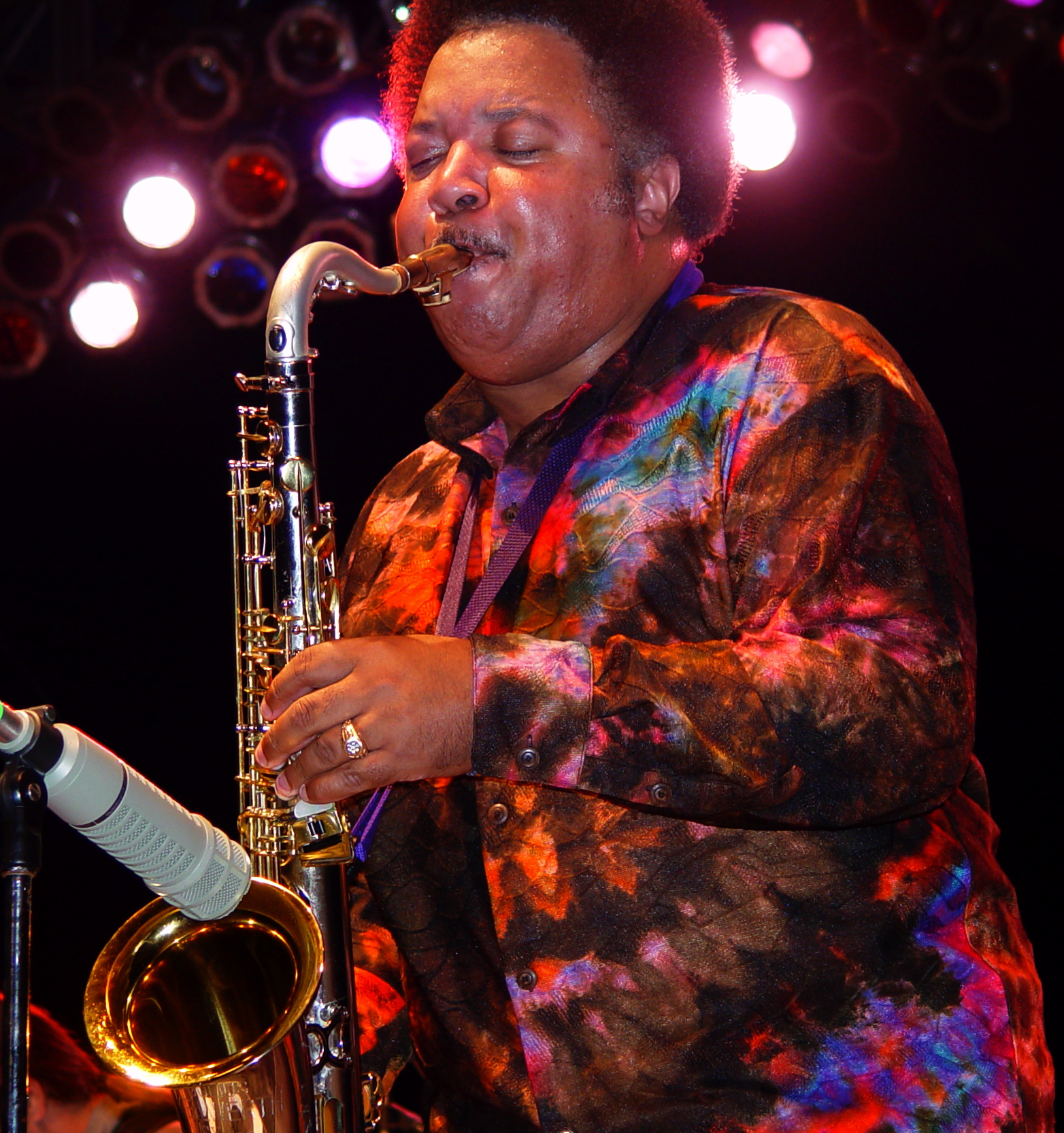
Holloway en 2007 con Soul Stew Revival de Derek Trucks y Susan Tedeschi

En octubre de 2005, finalmente escuchó a la cantante de blues y soul Susan Tedeschi actuar con su propio grupo en Rams Head Live! en Baltimore, Maryland. Tedeschi y Holloway se conocieron un par de años antes mientras estaban invitados con su esposo, Derek Trucks, en el Festival Wanee y en un espectáculo en The Birchmere (en los suburbios de Virginia, en las afueras de Washington D. C.). Después de renovar su amistad y actuar esa noche, Tedeschi invitó a Holloway a unirse a su banda. Durante los siguientes años, la banda realizó giras por Europa   y extensamente por los Estados Unidos, tocando en importantes festivales,  salas de conciertos,  teatros  y clubes. Tedeschi, junto con su banda, también aparecieron en Late Night with Conan O'Brien  y se les ha visto en innumerables anuncios de noticias locales mientras realizaban giras por los Estados Unidos. Además de la difusión que reciben sus grabaciones, Tedeschi se ha presentado en vivo muchas veces en estaciones de radio de todo el país, incluida NPR .  Holloway fue miembro de la banda de Tedeschi durante cuatro años. 

### Warren Haynes
En febrero de 2009, Warren Haynes comenzó a trabajar en un proyecto en solitario en Pedernales Studio, en Austin, Texas, con Gordie Johnson como coproductor e ingeniero. La grabación contó con George Porter Jr. al bajo eléctrico, Ivan Neville a los teclados, Raymond Weber a la batería, Ian McLagan a los teclados adicionales, Ruthie Foster a la voz y Holloway al saxofón tenor.   El álbum resultante, Man in Motion, fue lanzado el 10 de mayo de 2011 en el sello Stax / Concord Music Group. 
El debut de The Warren Haynes Band tuvo lugar durante la 22.ª edición anual de Warren Haynes Christmas Jam, que se celebró en el Centro Cívico de Asheville en Asheville, Carolina del Norte, el sábado 11 de diciembre de 2010.   La formación del grupo fue; Warren Haynes (voz principal/guitarra), Ivan Neville (teclados/voz), Ron Johnson (bajo eléctrico), Terence Higgins (batería), Ruthie Foster (voz) y Holloway (saxofón tenor).   Después del lanzamiento de Man in Motion, Holloway se unió a Haynes, Higgins, Johnson y el teclista Nigel Hall para una extensa gira.

### Devon Allman
Después de haber conocido a Gregg Allman mientras tocaba con The Allman Brothers Band, Holloway se encontró con su hijo, Devon Allman, en el Iota Club & Cafe en Arlington, Virginia, el 31 de marzo de 2009, cuando la banda de Devon, Honeytribe, actuó allí. Allman se puso en contacto con Holloway cuando su banda, Honeytribe, se estaba preparando para grabar su segundo álbum y necesitaba un saxofonista. Holloway viajó a Memphis, Tennessee, y pasó dos días grabando con la banda en Ardent Studios  para el segundo lanzamiento de Honeytribe; Space Age Blues. El CD fue lanzado en octubre de 2010 con críticas positivas.   

## Discografía

### Como líder
| Año  | Álbum                                     | Etiqueta          |
| ---- | ----------------------------------------- | ----------------- |
| 1994 | Slanted                                   | Fantasy/Milestone |
| 1995 | Struttin                                  | Fantasy/Milestone |
| 1996 | Scorcher                                  | Fantasy/Milestone |
| 1998 | Groove Update                             | Fantasy/Milestone |
| 2003 | Ron Holloway & Friends Live at Montpelier | JazzMont          |

### Con Dizzy Gillespie
| Año  | Álbum                                | Etiqueta                  |
| ---- | ------------------------------------ | ------------------------- |
| 1989 | The Symphony Sessions                | Pro Arte                  |
| 1990 | Dizzy Gillespie Live! at Blues Alley | Blues Alley Music Society |